# Manadur
Manadur è una suddivisione dell'India, classificata come census town, di 3.920 abitanti, situata nel distretto di Sangli, nello stato federato del Maharashtra. In base al numero di abitanti la città rientra nella classe VI (meno di 5.000 persone).

## Geografia fisica
La città è situata a 17° 09' 44 N e 73° 53' 38 E.

## Società

### Evoluzione demografica
Al censimento del 2001 la popolazione di Manadur assommava a 3.920 persone, delle quali 1.892 maschi e 2.028 femmine. I bambini di età inferiore o uguale ai sei anni assommavano a 529, dei quali 271 maschi e 258 femmine. Infine, coloro che erano in grado di saper almeno leggere e scrivere erano 2.385, dei quali 1.397 maschi e 988 femmine.